# Matt Sorum
Matthew William Sorum (Mission Viejo, Kalifornia, 1960. november 19. –) amerikai rockzenész, dobos. Matt Sorum a Guns N’ Roses-ban töltött 7 éve miatt a leghíresebb (1990–1997). Matt jelenleg a Velvet Revolver-ben (2002-mostanáig) játszik, melyben két másik régi Guns N’ Roses-tag,  Duff McKagan (basszusgitár) és Slash (szólógitár) is.

## Diszkográfia

### Hawk
- Hawk (1986)

### Jeff Paris
- Wired Up (1987)

### Y Kant Tori Read
- Y Kant Tori Read (1988)

### Johnny Crash
- Unfinished Business (2008)

### Guns N’ Roses
- Use Your Illusion I (1991)
- Use Your Illusion II (1991)
- "The Spaghetti Incident?" (1993)
- Live Era: ’87–’93 (1999)
- Greatest Hits (2004)

### Slash’s Snakepit
- It's Five O'Clock Somewhere (1995)

### Neurotic Outsiders
- Neurotic Outsiders (1996)

### The Cult
- Beyond Good And Evil (2001)

### Velvet Revolver
- Contraband (2004)
- Libertad (2007)

### Szóló
- Hollywood Zen (2003)